# Festividades del Departamento de Huancavelica
En el calendario de Festividades del Departamento de Huancavelica, en las provincias, distritos y centros poblados del interior de la región encontramos numerosos acontecimientos festivos que hacen atractivo la visita a estos lugares.

## En la Provincia de Huancavelica
Fuera de la capital provincial, destacan por su importancia y difusión la Fiesta de los negritos los días 31 de diciembre y 1 de enero, la Fiesta del Señor de Acoria (3 de febrero); Fiesta de la Cruz de Quechqamaca (junio), fiesta de nuestra Señora de Santa Ana , Patrona del Barrio de santa ana(25 de julio) y la Virgen de Cocharcas (4 de octubre), en Izcuchaca; Virgen del Rosario, en Laria (15 de octubre); San Juan Bautista, en Vilca (24 de junio); y las Fiestas de Santiago en todos los distritos del departamento (25 de julio).

## En la Provincia de Angaraes
La fiesta más importante es la celebrada el día 16 de julio de cada año, en honor a la “Virgen del Carmen”, patrona de Lircay. Las celebraciones se inician unos días antes, con las “novenas” en la iglesia del barrio de Pueblo Viejo. Hasta el 15 de julio se realizan las denominadas “vísperas” y “albazos” con la quema de fuegos artificiales y la participación del pueblo entero que danza alborozado.
Es tradición el retorno de lirqueños residentes en distintas partes del Perú, para participar de esta gran fiesta que caracteriza a la ciudad de Lircay. En el día central se celebra la tradicional misa en honor a su patrona y luego sale en procesión la imagen venerada, recorriendo el perímetro de la plaza de Pueblo Viejo, acompañado por una multitud. Forman parte de las festividades, las corridas de toros, que ahora cuenta con un local especialmente construido por la Municipalidad de Lircay.
Otras festividades que se celebran es en honor a la Virgen del Rosario en el mismo Lircay (octubre); San Pedro y San Pablo, en Anchonga (29 de junio); Señor de Huayllay, en Huayllay Grande (15 de septiembre); los carnavales y las fiestas patronales en honor a la creación de los distritos.
En la Provincia de Castrovirreyna
También es atractiva por sus celebraciones. Las fiestas patronales concentran a su población y permite el retorno de otros que residen en otros lugares. En la capital provincial se celebra la fiesta en honor al Patrón San Ramón (14 de agosto); Santiago Apóstol, en Arma (25 de julio); Santa Rosa, en Aurahuá (30 de agosto); Santo Domingo, en Huamatambo (4 de agosto); San José, en Mollepampa (septiembre); Virgen del Carmen, en Ticrapo (21 de julio). En Huaycos, uno de los más bellos pueblos de la provincia, se celebra la fiesta en honor a la Virgen de la Natividad y San Cristóbal, el 12 de septiembre de cada año. Ese día es el momento de júbilo de sus pobladores, de demostrar el respeto a su patrón. Las celebraciones se realizan durante una semana; los fuegos artificiales (“castillos” y “toros locos”) son parte de esas celebraciones.
y en casacancha el 25 de julio patrón santiago  donde todos los residentes de lima y chincha disfrutan de la fiesta al ritmo de las orquestas , saludos ala familias salvatierra y soto

## En la Provincia de Churcampa
La Fiesta de la “Virgen de Asunción (15 de agosto), que se lleva a cabo en el capital de la misma provincia, y además la feria regional agropecuaria, artesanal que se lleva a cabo del 28 de mayo al 2 de junio.

## En la Provincia de Huaytará y Tayacaja
De igual manera encontramos una variedad de festividades en honor a sus santos patrones y fiestas tradicionales que se remontan desde épocas antiguas y que forman parte de su pasado. En el día central de las fiestas se realizan las tradicionales procesiones. Los mantos que cubren al santo son hermosamente bordados con finos hilos de diversos colores, y el “anda” adornados con hermosas y multicolores flores de la región; la multitud acompaña al vaivén de las notas de las bandas de músicos especialmente traídas para estas fechas de 25 julio santiago.